# Фабрика скроба „Јабука”
Фабрика скроба „Јабука” је најстарија фабрика на Балкану, основана 1894. године, која се бави мокром прерадом кукуруза. Најзначајнији производи су нативни скроб, модификовани скробови, бомбонски сируп, сладо сируп, млатозни сируп 52, течна глукоза 90, високо фруктозни сируп 42, адхезиви, кукурузна клица, кукурузни глутен и кукурузна мекиња. Свој рад заснива на примени система обезбеђења квалитета према стандардима JUS ISO 9002:2008, HACCP, OHSAS 18001, ISO 14001:2004. Своје производе пласира на домаћем и иностраном тржишту, а користе се за прехрамбену индустрију, папирну индустрију, производњу сточне хране.